# Сомалийско-эфиопские отношения
Сомалийско-эфиопские отношения — двусторонние дипломатические отношения между Сомали и Эфиопией. Протяжённость государственной границы между странами составляет 1640 км.

## История

### Античность
Народы Эфиопии и Сомали поддерживают отношения с давних времён. В XVII веке сомалийский имам Ахмед ибн Ибрагим аль-Гази возглавил нападение на Абиссинию, в результате чего большая часть этого христианского государства попала под власть мусульманского султаната Адаль. Под руководством Ахмед ибн Ибрагим аль-Гази воевали в основном этнические сомалийцы и их османские союзники, а на помощь абиссинцам пришел португальский военачальник Криштован да Гама. Адаль и Абиссиния в ходе войны столкнулись с потерей трудовых и природных ресурсов, что привело к сокращению влияния обеих держав и изменению регионального баланса сил на многие столетия вперед. Многие историки считают, что этот конфликт послужил исторической причиной враждебности между Сомали и Эфиопией.

### Современный период
В 1948 году под давлением со стороны союзников по Второй мировой войне Великобритания передала Хауд и Огаден в состав Эфиопии на основе договора, подписанного в 1897 году, когда британцы уступили сомалийскую территорию Эфиопскому императору Менелику II в обмен на его помощь в борьбе с сомалийскими повстанцами. При передаче земли Великобритания заявляла, что сомалийцы имеют право сохранить свою автономию, но Эфиопия немедленно заявила о полном суверенитете над этим районом. В 1956 году Великобритания предложила Эфиопии сделку по выкупу переданных сомалийских земель, но эфиопы ее отвергли.
В 1960 году Сомали обрело независимость и вопрос о принадлежности региона Огаден вновь встал на повестке дня. 16 июня 1963 года сомалийские партизаны подняли мятеж в Ходайо после того, как эфиопский император Хайле Селассие отверг их требования об автономии для Огадена. Правительство Сомали первоначально отказалось поддержать партизанские силы в Огадене, чья численность составляла около 3000 человек. Однако, в январе 1964 года после того, как Эфиопия направила новые подразделения в Огаден, сомалийцы начали проводить наземные и воздушные атаки через границу и оказывать помощь партизанам. ВВС Эфиопии ответили авиаударами по городам Сомали, в том числе по Беледуэйне и Галькайо. 6 марта 1964 года власти Сомали и Эфиопии подписали соглашение о прекращении огня. В конце марта 1964 стороны подписали еще одно соглашение в суданском городе Хартуме, заявив об отводе вооружённых сил от границы, прекращении пропаганды и старте мирных переговоров, а также Сомали прекратила оказывать поддержку партизанам. В июле 1977 года вспыхнула Война за Огаден после того, как сомалийский президент Мохаммед Сиад Барре попытался реализовать политическую концепцию Великого Сомали. В первую неделю конфликта сомалийские вооружённые силы заняли южный и центральный Огаден, эфиопская армия была вынуждена отступить в провинцию Сидамо. К сентябрю 1977 года Сомали контролировало 90 % Огадена и захватила стратегически важный город Джиджигу, а также осадила Дыре-Дауа. Однако, после того, как сомалийцы приблизились к городу Харэр, 20 000 кубинских военнослужащих и несколько тысяч советских экспертов пришли на помощь коммунистическому Временному военно-административному совету Эфиопии. К 1978 году сомалийские войска были выбиты из Огадена. После этих событий Мохаммед Сиад Барре решил отказаться от взаимодействия с СССР и стал налаживать контакты с другими государствами.
В начале 1990-х годов в этих двух странах бушевали гражданские войны, что сказалось на их отношениях. В 2006 году Союз исламских судов (СИС) взял на себя контроль над южной частью Сомали и незамедлительно ввёл на территории законы шариата. Переходное федеральное правительство Сомали стремилось усилить свои позиции в стране с помощью эфиопских войск, миротворцев Африканского союза и авиационной поддержки со стороны Соединённых Штатов, что в итоге привело к поражению СИС. После поражения Союз исламских судов раскололся на несколько разных фракций: радикальное движение Харакат аш-Шабаб продолжило воевать против правительства и выступало за вывод эфиопских вооружённых сил в территории страны. В период с 31 мая по 9 июня 2008 года Переходное федеральное правительство Сомали и радикальная группировка Альянс за освобождение Сомали участвовали в мирных переговорах в Джибути, которые проходили при посредничестве ООН. Конференция завершилась подписанием соглашения о выводе эфиопских войск в обмен на прекращение вооруженной конфронтации. Впоследствии парламент Сомали был расширен до 550 мест для размещения членов Альянса за освобождение Сомали. В январе 2009 года Эфиопия вывела своих военнослужащих с территории Сомали.
В октябре 2011 года началась многонациональная войсковая Операция Линда Нчи против боевиков Харакат аш-Шабаб на юге Сомали, вооружённые силы Эфиопии присоединились к этой кампании спустя месяц после ее начала. Комиссар Африканского союза по вопросам мира и безопасности заявил, что вооружённые силы Эфиопии смогут помочь сомалийским властям получить под свой контроль больше территории. Федеральное правительство Сомали было создано 20 августа 2012 года, став первым постоянным центральным правительством в стране с начала гражданской войны. В следующем месяце Хасан Шейх Махмуд был избран в качестве нового президента Сомали, а премьер-министр Эфиопии Хайлемариам Десалень присутствовал на его церемонии инаугурации.
В феврале 2014 года премьер-министр Сомали Абдивели Шейх Ахмед возглавил сомалийскую делегацию в Аддис-Абебе, где прибывшие официальные лица встретились с премьер-министром Эфиопии Хайлемариамом Десаленью, чтобы обсудить укрепление двусторонних отношений между Сомали и Эфиопией. Ахмед высоко оценил роль Эфиопии в продолжающемся процессе установления мира и стабилизации в Сомали, а также её поддержку «Харакат аш-Шабаб». Он также приветствовал решение эфиопских военных присоединиться к АМИСОМ. Со своей стороны, Хайлемариам Десалень заверил, что его администрация будет и впредь поддерживать усилия по установлению мира и стабилизации в Сомали, а также заявил о её готовности содействовать инициативам, направленным на укрепление сомалийских сил безопасности посредством обмена опытом и обучения. Он также предложил Сомали и Эфиопии увеличить двустороннюю торговлю и инвестиции. Встреча завершилась подписанием трёхстороннего Меморандума о взаимопонимании, в котором говорится о продвижении партнерства и сотрудничества, включая соглашение о сотрудничестве по развитию полиции, второе соглашение о сотрудничестве, охватывающее информационное поле, и третье соглашение о сотрудничестве в авиационном секторе.
6 января 2024 года президент Сомали Хасан Шейх Мохамуд подписал закон об «отмене» морского соглашения между Эфиопией и сепаратистским регионом Сомалиленд..